# 트래비스 밴와트
트래비스 조던 밴와트(Travis Jordan Banwart, 1986년 2월 14일 ~ )은 전 미국의 야구 선수이다.

## 미국 프로야구 시절
2007년 오클랜드 애슬레틱스에 입단하였다.

## 한국 프로야구 시절

### SK 와이번스시절
메이저 리그에 오르지 못해 메이저 경력이 전무했던 그는 2014년 6월 23일 조조 레이예스가 성적 부진 및 인성 부족으로 웨이버 공시되어 방출되자 대체 선수로 영입되었다. 그는 1군 11경기에 선발로 등판하여 9승 1패 평균자책점 3.11로 김광현과 원투 펀치를 이루었으나 10월 5일 팔꿈치 부상을 당했고, 아쉽게 10승을 채우지 못했다. 그럼에도 비록 팀이 포스트시즌에 진출하지 못했지만 팀 공헌도를 높이 산 공로로 재계약에 성공했다. 2015년 4월 16일 넥센 히어로즈와의 경기에서 박병호의 타구에 복숭아뼈를 맞아 5월 18일까지 출전하지 못하였고, 5월 19일 한화 이글스와의 경기에서 복귀하여 호성적을 기록하고 있으나, 7월 1일 KT 위즈와의 경기에서 오정복의 타구에 손목 위쪽 팔뼈를 맞아 골절상을 입어 시즌을 마감했다. 결국 2015년 7월 8일에 웨이버 공시되었다. 이후 SK 와이번스는 대체 선수로 크리스 세든을 영입하였다.

### KT 위즈시절
2015년 12월 1일 KT 위즈와 계약을 맺고 반년만에 재활을 마친 후 KBO 리그에 다시 복귀한다. 사고 때 상대 타자였던 오정복에 대해서는 "오정복 덕분에 KT에 오게 되었다"며 괜찮다는 반응을 나타냈다. 하지만 2016년 시즌 종료 후 방출되었다.

## 미국 프로야구 복귀
2017년 클리블랜드 인디언스와 마이너 계약을 하였다.

## 통산 기록
| 연 도          | 소 속          | 나 이          | 승 리 | 패 전 | 승 률 | 평 자 책 | 출 장 | 선 발 | 완 투 | 완 봉 | 세이브\|세 이 브 | 홀 드 | 이 닝 | 피 안 타 | 피 홈 런 | 볼 넷 | 고 4 | 탈 삼 진 | 몸 맞 | 보 크 | 폭 투 | 실 점 | 자 책 | 타 자 수 | W H I P |
| -------------- | -------------- | -------------- | ----- | ----- | ----- | -------- | ----- | ----- | ----- | ----- | ---------------- | ----- | ----- | -------- | -------- | ----- | ---- | -------- | ----- | ----- | ----- | ----- | ----- | -------- | ------- |
| 2014           | SK             | 29             | 9     | 1     | .900  | 3.11     | 11    | 11    | 0     | 0     | 0                | 0     | 66.2  | 56       | 6        | 26    | 1    | 56       | 5     | 0     | 1     | 27    | 23    | 282      | 1.23    |
| 2015           | SK             | 30             | 5     | 3     | .625  | 4.63     | 12    | 12    | 0     | 0     | 0                | 0     | 56.1  | 70       | 5        | 13    | 0    | 50       | 2     | 1     | 2     | 29    | 29    | 245      | 1.47    |
| 2016           | KT             | 31             |       |       |       |          |       |       |       |       |                  |       |       |          |          |       |      |          |       |       |       |       |       |          |         |
| KBO 통산 : 2년 | KBO 통산 : 2년 | KBO 통산 : 2년 | 14    | 4     | .778  | 3.80     | 23    | 23    | 0     | 0     | 0                | 0     | 123.0 | 126      | 11       | 39    | 1    | 106      | 7     | 1     | 3     | 50    | 52    | 527      | 1.34    |